# المرسي أبو العباس (فلم)
المرسي أبو العباس فيلم تشويق وإثارة مصري من إنتاج سنة 2015. الفيلم من إخراج عمرو منصور، وتأليف عاطف عبد اللطيف، وإنتاج طارق عثمان،  ومن بطولة صبري عبد المنعم، وسليمان عيد، ولطفي لبيب، وأحمد عزمي، ونورهان.

## ملخص القصة
- تدور أحداث القصة حول مواطن مصري يعتقد أنه من نسل الولي الصالح (المرسي أبوالعباس) صاحب الضريح الشهير في مدينة (الإسكندرية)، لكنه يكتشف أن أصوله مغربية، فيسافر إلى (المغرب) في رحلة بحث عن عائلته وهويته، ويجد أن جذوره تعود لأسرة يهودية معروفة في (المغرب).

## طاقم التمثيل
- صبري عبد المنعم
- سليمان عيد
- لطفي لبيب
- أحمد عزمي
- نورهان
- منار العطار
- إلهام واعزيز
- ياسمينا المصري
- عاطف عبد اللطيف
- عزيز يوسف
- ابتسام أوكادير
- عبد المنعم رياض
- يوسف الجندي
- ماجدة
- محمد قشطة
- حميد نجاح
- أيمن منصور
- وفاء صالح

## الإنتاج
- كتب عاطف عبد اللطيف قصة وسيناريو الفيلم، وكان الفيلم من إخراج عمرو منصور وإنتاج طارق عثمان...

## وصلات خارجية
- المرسي أبو العباس على موقع قاعدة بيانات الأفلام العربية